# توماس شوته
توماس شوته (انگلیسی: Thomas Schütte؛ زادهٔ ۱۶ نوامبر ۱۹۵۴) هنرمند، مجسمه‌ساز، نقاش، طراح، عکاس، و هنرمند تجسمی اهل آلمان است. او در دوسلدورف آلمان زندگی و کار می‌کند.

آثار شوته در تیت، مؤسسه هنری کلارک، موزه هنر مدرن نیویورک، موزه برگرون، و مؤسسه هنر شیکاگو نگهداری می‌شوند.